# Ulica Podwale w Bydgoszczy
Ulica Podwale w Bydgoszczy – ulica w Bydgoszczy we wschodniej części Starego Miasta. Rozciąga się w przybliżeniu na kierunku północ-południe, od ul. Grodzkiej do ul. Długiej. Jej długość wynosi ok. 230 m.

## Historia
Ulica Podwale nie została wytyczona podczas kształtowania się średniowiecznego bydgoskiego miasta lokacyjnego. Powstała dopiero w okresie nowożytnym. Przebiegała ona na wschodnim obrzeżu ówczesnego miasta Bydgoszczy, wzdłuż fosy zamkowej. Stanowiła pogranicze między miastem lokacyjnym a dawnym zespołem grodowym, na którym z inicjatywy króla Kazimierza Wielkiego w XIV wieku zbudowano zamek starościński.
Podczas nadzorów archeologicznych nad pracami ziemnymi prowadzonymi w rejonie ul. Podwale (u zbiegu ulic Grodzkiej oraz Krętej) zarejestrowano na głębokości 1,2 - 2,0 m relikty średniowiecznej zabudowy drewnianej z ceramiką datowaną na koniec XIV – XV wiek. Odkryto również relikty konstrukcji drewnianych (palisada), datowanych na okres nowożytny (po XVI wieku).
Ulica Podwale należała do traktów tranzytowych, którym prowadził szlak handlowy (z Gdańska, poprzez Świecie, w kierunku Inowrocławia i dalej na południe kraju). W mieście wiódł on od Bramy Gdańskiej przez most na Brdzie, do Bramy Kujawskiej.
Z planów miasta z okresu staropolskiego wynika, że zabudowa ulicy koncentrowała się niemal wyłącznie po zachodniej stronie ulicy. Po stronie wschodniej historycy lokalizowali wał ziemny, usypany tu w II połowie XVII wieku przez mieszczan. Jednak badania archeologiczne wykonane w 2005 r. na zapleczu posesji przy Podwale 15 wykazały, że istnienie wału obronnego w tym miejscu wydaje się mylne. W miejscu tym znajdowało się nabrzeże fosy zamkowej, które nie było ustabilizowane, lecz zmieniało się w rytmie wylewów rzeki, aż do XV wieku, do powstania pierwszych drewnianych konstrukcji. Jak wykazały badania, fosa sięgała w XIV wieku co najmniej do około dwóch trzecich głębokości dzisiejszych parcel zlokalizowanych przy wschodniej pierzei ulicy Podwale. Nie wytyczono tu działek budowlanych, gdyż w XIV-XV wieku nie było tu jeszcze stałego lądu, a jedynie stopniowo zasypywane i regulowane koryto pierwotnego starorzecza, zaadaptowane do potrzeb fosy okalającej miasto i zamek. Przy tak dużej, naturalnej szerokości fosy nie było również potrzeby budowania tu dodatkowych umocnień obronnych. 
W ciągu stuleci następowało ciągłe zasypywanie starorzecza odpadkami komunalnymi z miejskich placów i ulic, jak i z prywatnych posesji. W konsekwencji powodowało ono zamulanie fosy i powiększanie powierzchni miasta.
Kolejne realizacje budowlane sytuowano na łagodnie opadającym w kierunku starorzecza stoku, ostatecznie wyrównanym w końcu XVIII wieku wskutek powstania na badanej działce pierwszej murowanej zabudowy.
Pierwsze zapisy o domach i browarach zlokalizowanych przy ulicy Podwale (Żabiej) pochodzą z 1560 r. W latach 40., 50. i 60. XVII wieku prócz domów, browarów i pustych placów, są wzmiankowane także murowane kamienice. Mieszkańcy tych posesji byli właścicielami ogrodów, których sytuowanie określano na wale za miastem Przedmieścia Kujawskiego lub pod skarpą szwederowską.
Po przejęciu miasta przez Królestwo Prus w 1772 r. nazwę ulicy zmieniono na Wałową, co miało prawdopodobnie długą, samoistną tradycję w świadomości mieszkańców. W. Siwiak twierdzi, że nieustanne zasypywanie dawnego starorzecza-fosy, oddzielającej miasto od zamku, zakładanie w jej przestrzeni (podwalu) ogrodów, powodowało przesuwanie się wschodniej pierzei ulicy, tak że granicą wschodnią parcel był wciąż widoczny w krajobrazie miejskim wał związany z zamkiem. Jako dominanta stał się ostatecznie jej nazwą.
Na szczegółowym planie zabudowy miasta, sporządzonym przez pruskiego geometrę Gretha w 1774 r., posesje wzdłuż ulicy zajęte są częściowo przez istniejącą w tym czasie zabudowę. Po stronie zachodniej puste działki znajdowały się w rejonie ul. Długiej, Zaułek i w narożniku ul. Grodzkiej, natomiast po stronie wschodniej zabudowa występowała tylko na narożnikach ulic: Grodzkiej i przy Bramie Kujawskiej. 
W 1787 r. przy ul. Podwale, na wysokości ul. Magdzińskiego zbudowano miejską farę ewangelicką, do 1809 r. powstała również zabudowa w południowej części ulicy (obecne posesje nr 11-15). Pierzeje na całej długości ulicy powstały do połowy XIX w., poza środkowym odcinkiem, gdzie od wschodu przylegały ogrody.
W 1899 r. rozpoczęto szeroko zakrojone prace zmierzające do uporządkowania i zagospodarowania dawnego wzgórza zamkowego, leżącego po wschodniej stronie ulicy Podwale. W ramach tych prac, na miejscu rozebranej starej fary ewangelickiej wybudowano w 1904 r. miejską halę targową oraz przedłużono w kierunku wschodnim ul. Magdzińskiego, której perspektywę zamknęła nowa świątynia ewangelicka pw. św. Krzyża.
Ukształtowany na początku XX wieku charakter ulicy Podwale nie zmienił się w następnych dziesięcioleciach.
W 2016 przy ulicy pojawił się mural Bydgoszcz - rzeka możliwości, prezentujący bydgoskie symbole (marina, opera i spichrze oraz rzeźba Przechodzący przez rzekę).

### Nazwy
Ulica posiadała następujące nazwy:
- XVI w. - I poł. XVIII w. – platea dicta Żabia (Wałowa)
- 1800-1920 - Wallstraße
- 1920-1939 - Podwale
- 1939-1945 - Wallstraße
- od 1945 - Podwale

## Architektura
Pierzeje ul. Podwale stanowią w większości budynki wzniesione od końca XVIII do początku XX wieku. Wśród nich wyróżnia się budynek miejskiej hali targowej, wzniesiony w 1904 r. przez berlińską spółkę Boswau & Knauer, a który nie zmienił swej funkcji do dziś.

## Niektóre budynki
| Nr | Adres            | Lata budowy     | Styl architektoniczny  | Wpisany do rej. zabytków | Uwagi | Zdjęcie |
| -- | ---------------- | --------------- | ---------------------- | ------------------------ | --- | ------- |
| 1. | Podwale 4        | 1904            | neogotyk               | T                        | Miejska hala targowa |         |
| 2. | Podwale 11       | 1782-1785, 1879 | eklektyzm              | T                        | Kamienica naprzeciw ul. Zaułek, przebudowana w 1879 r. |         |
| 3. | Podwale 12       | 1873            | eklektyzm              | N                        | Kamienica wzniesiona według projektu Gustawa Weihe w 1873 r. na fundamentach wcześniejszych budynków. Wybudowano ją dla uruchomionej w tym miejscu w 1849 r. fabryki mydła J.G. Böhlkego. Czteroskrzydłowy obiekt o elementach neorenesansowych i neobarokowych, z wewnętrznym dziedzińcem. Obiekt, będący największym budynkiem mieszkalnym w obrębie Starego Miasta, znajduje się w gminnej ewidencji zabytków. W 2017 przeprowadzono remont dachu, a w 2021 przywrócono historyczną kolorystykę elewacji. |         |
| 4. | Podwale 13       | 3 ćw. XIX w.    | eklektyzm              | N                        | W podziemiach budynku znajdują się studnie, z których mieszkańcy czerpali dawniej wodę. Wyremontowany w 2014 z odtworzeniem balkonów. |         |
| 5. | Podwale 15       | XVIII w., 1883  | eklektyzm              | N                        | Skrzydło mieszkalne w kamienicy zaprojektował Józef Święcicki. Na początku XIX w. w budynku przylegającym wówczas do Bramy Kujawskiej i muru miejskiego, znajdował się Miejski zarząd i komisariat policji. |         |
| 6. | Kręta 3          | II poł. XIX w.  |                        | N                        | Dawny budynek magazynowo-przemysłowy na rogu ul. Krętej i Podwale. Mieści m.in. klub muzyczny Eljazz. |         |
| 7. | Grodzka 14       | 1875-1876       |                        | N                        | Kamienica na rogu ul. Podwale, w latach 1961-1989 mieścił się w niej Teatr Kameralny – druga scena teatru dramatycznego w Bydgoszczy. |         |
| 4. | Magdzińskiego 18 | 1924            | modernizm, neorenesans | N                        | Kamienica na rogu ul. Podwale i ul. Magdzińskiego. Budynek jednokondygnacyjny, modernistyczny, z attyką w stylu renesansowym. Powstał jako pawilon handlowo-usługowy. Po 1974 r. powiększono jego powierzchnię. Do lat 90. XX w. sklep Zakładów Rowerowych Romet, następnie restauracja. W 2018 przeprowadzono ocieplenie ścian i remont elewacji. |         |